# Halley Research Station

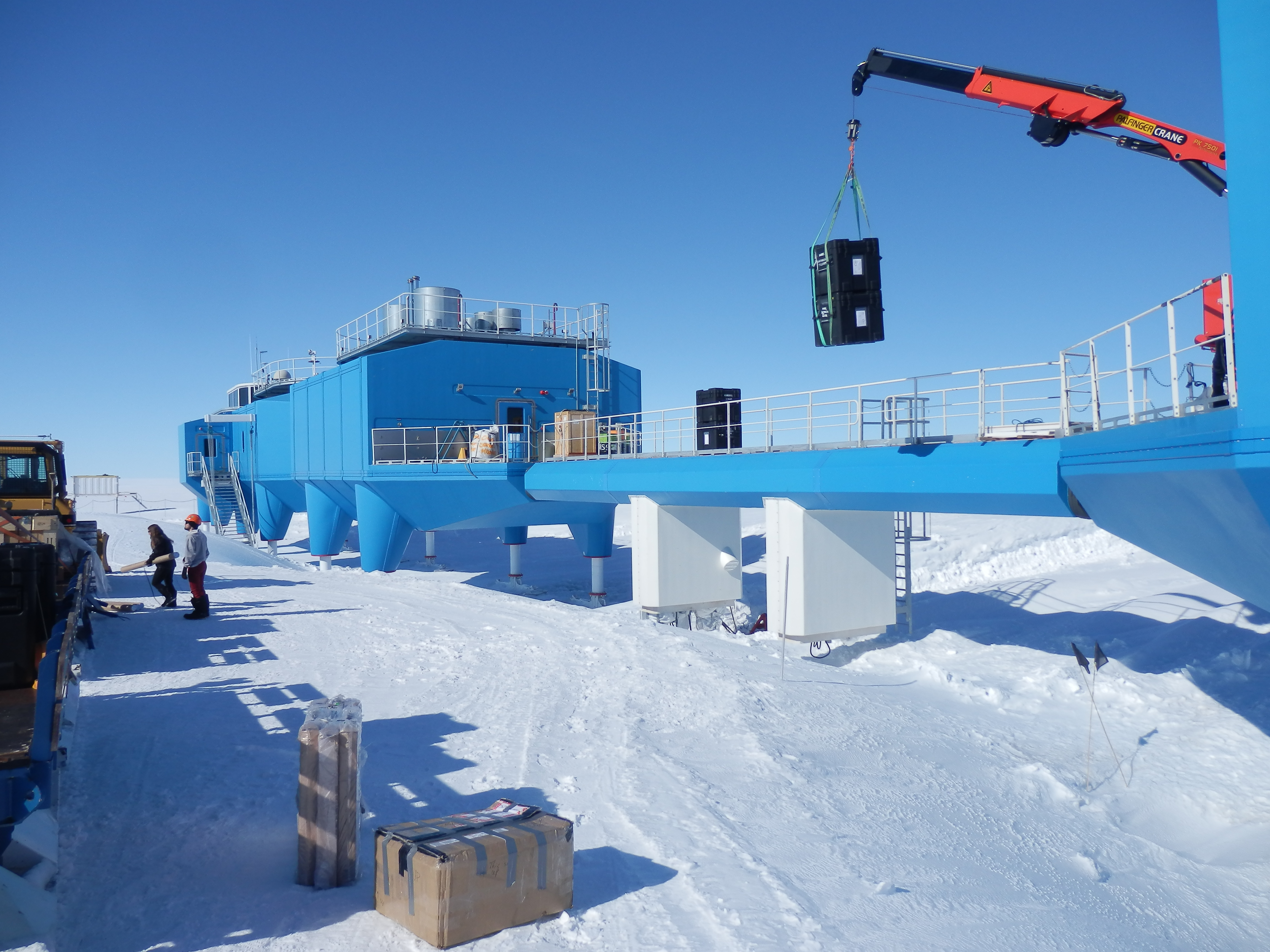
Halley-basen 2006

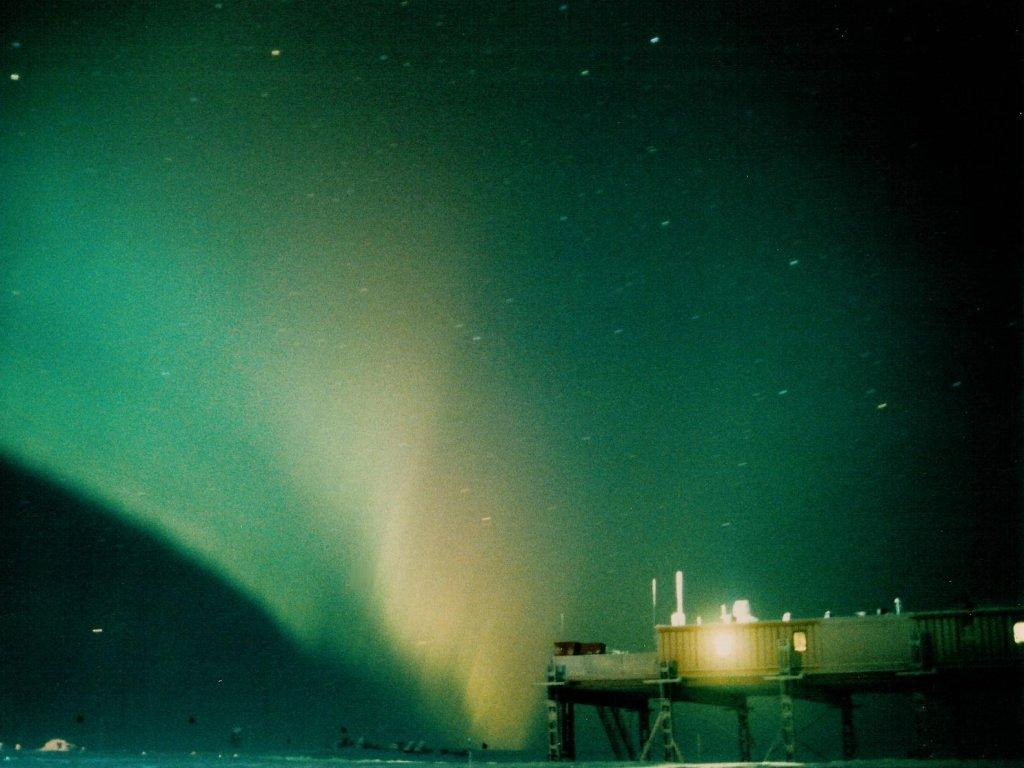
Polarsken över Halley 1998

Halley Research Station är en brittisk forskningsstation i Antarktis. Den ligger på sydvästra delen av Brunt-glaciären vid Weddellhavet, inom det brittiska kravområdet, British Antarctic Territory. Stationen upprättades 1956 inför det Internationella geofysiska året 1957-58. Den drivs av British Antarctic Survey, och används primärt till studier av jordens atmosfär. Mätningar vid Halley ledde till upptäckten av ozonhålet över Arktis år 1985.  